# Łekno (gromada)
Łekno – dawna gromada, czyli najmniejsza jednostka podziału terytorialnego Polskiej Rzeczypospolitej Ludowej w latach 1954–1972.
Gromady, z gromadzkimi radami narodowymi (GRN) jako organami władzy najniższego stopnia na wsi, funkcjonowały od reformy reorganizującej administrację wiejską przeprowadzonej jesienią 1954 do momentu ich zniesienia z dniem 1 stycznia 1973, tym samym wypierając organizację gminną w latach 1954–1972.
Gromadę Łekno z siedzibą GRN w Łeknie utworzono – jako jedną z 8759 gromad na obszarze Polski – w powiecie wągrowieckim w woj. poznańskim, na mocy uchwały nr 40/54 WRN w Poznaniu z dnia 5 października 1954. W skład jednostki weszły obszary dotychczasowych gromad Bracholin, Kaliska, Koninek, Łekno, Siedleczko i Tarnowo Pałuckie ze zniesionej gminy Wągrowiec-Północ w tymże powiecie. Dla gromady ustalono 13 członków gromadzkiej rady narodowej.
1 stycznia 1959 do gromady Łekno włączono obszar zniesionej gromady Brzeźno Stare (bez miejscowości Bukowiec i Danabórz) oraz miejscowość Wiśniewo ze znoszonej gromady Czeszewo w tymże powiecie; z gromady Łekno wyłączono natomiast miejscowości Kaliska i Micharzewo, włączając je do nowo utworzonej gromady Wągrowiec-Północ tamże.
1 lipca 1968 do gromady Łekno włączono miejscowość Rąbczyn z gromady Wągrowiec-Północ w tymże powiecie.
Gromada przetrwała do końca 1972 roku, czyli do kolejnej reformy gminnej. 1 stycznia 1973 w powiecie wągrowieckim utworzono gminę Łekno (zniesioną ponownie 1 stycznia 1977).